# Korompai Péter
Korompai Péter (Sztálinváros, 1958. december 11. –) magyar keramikus iparművész.

## Életpályája
Erdészeti szakközépiskolai végzettsége megszerzése után autodidakta módon tanulta a fazekas, majd a keramikus mesterséget.
1984-től 1988-ig a Probstner János vezetésével működő Kecskeméti Nemzetközi Kerámia Stúdió technikai műhelyvezetője volt. Ide egy-egy szimpózium alkalmával később is visszatért. 1987-től 1993-ig tagja volt a Fiatal Iparművészek Stúdiójának. 1989-től Móron él, az akkor alakult Képző- és Iparművészeti Szabadiskola Alapítvány létrehozásában és fejlesztésében is tevékeny részt vállalt. 1990-ben több hónapot töltött Ausztráliában, a Canberrai Egyetem Művészeti Karán, ahol sómázas, fatüzeléses, kocsis kerámiaégető kemencét épített. 1995-től a Mór melletti Árkipusztán dolgozik, egy régi magtárépületben kialakított műhelyében.

## Munkássága
Keramikusként fő tevékenységi területe az egyedi igényeket kielégítő, legtöbbször egyedi, kézi felrakású cserépkályhák készítése, valamint egy-egy település (Mór, Fehérvárcsurgó, Bokod) arculatát meghatározó kerámia utcanévtáblák készítése.
Foglalkozik régi kályhák restaurálásával (pl. a székesfehérvári püspöki palota empire, copf stílusú kályhái 2006–2007-ben). Több díja és ösztöndíja közül a Kozma Lajos-ösztöndíj (1993), a Kerámia Biennálé NKS-díja (1994), az NKA alkotói támogatás (2006), valamint a Fejér Megyei Őszi Tárlaton kapott kiállítási fődíj (2006) a jelentősebbek.

## Külső hivatkozások
- Fontosabb munkái honlapján megtalálhatóak